# Tellervo vetus
Tellervo vetus är en fjärilsart som beskrevs av Talbot 1943. Tellervo vetus ingår i släktet Tellervo och familjen praktfjärilar. Inga underarter finns listade i Catalogue of Life.